# Палац «Під Кшиштофорами»
Палац «Під Кшиштофорами», в народі "Кшиштофори " або неправильно «під Кшиштофорами» — історична кам'яниця в Кракові на вул. Щепанська, 2 на розі Ринку Головного, 35. Це відділення Історичного музею міста Кракова.
Назва палацу походить від фігури св. Христофора, яка приблизно з 1380 р. була розміщена на кутовому фасаді кам'яниці.

## Історія

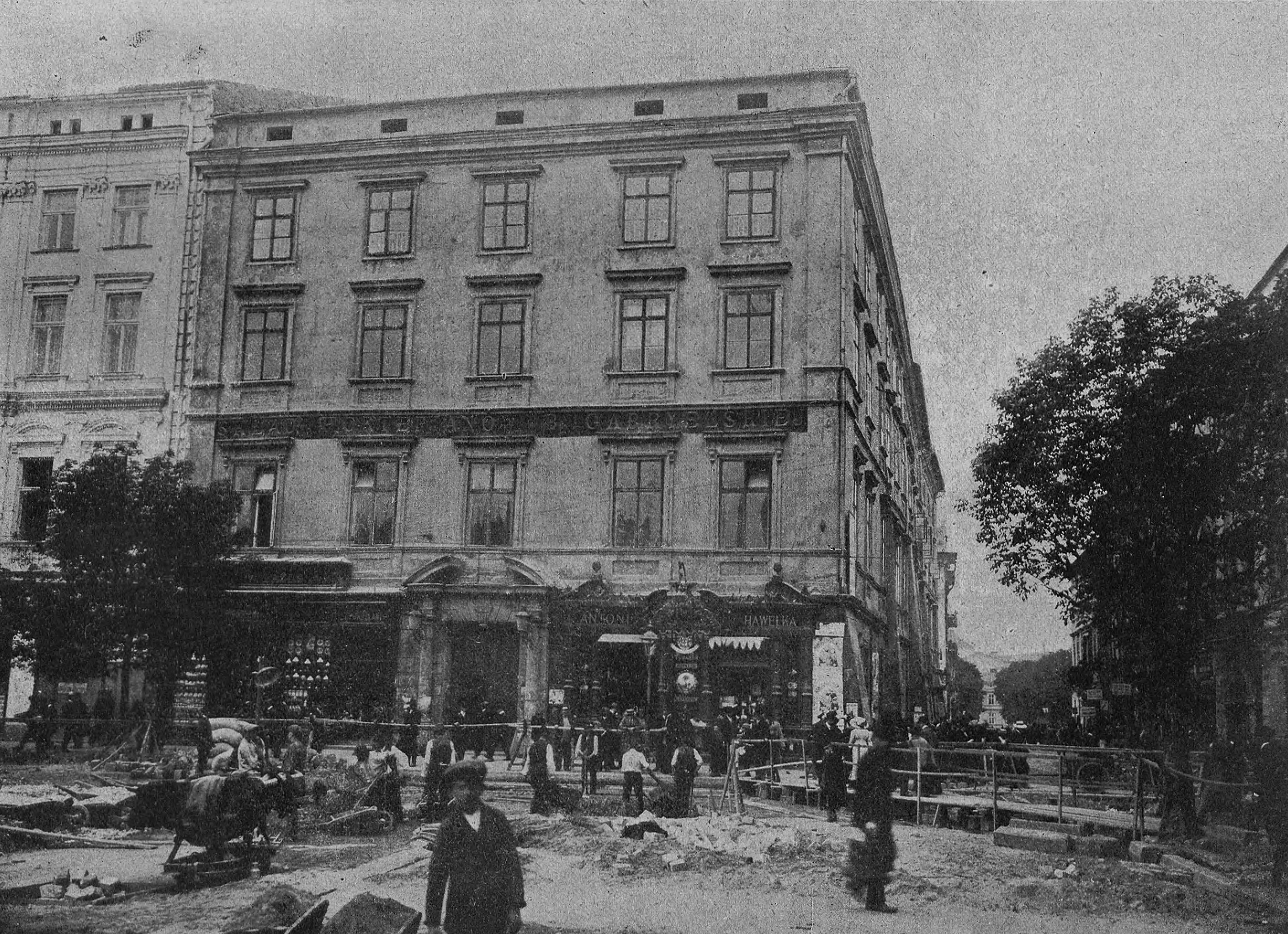
Будівля 1913 року

Ймовірно, будівля була тут у другій половині XIII ст. Частину нинішнього палацу «Під Кшиштофорами» складає середньовічний будинок, що займає кутову ділянку. Найдавнішим мурованим об'єктом ділянки була вежа квадратної форми зі стороною 10 м, споруджена посередині довжини ділянки. Від будівлі, крім кам'яних стін, збереглося цегляне обрамлення отвору зі східного боку. До середини XIV століття вежа була включена до вищезгаданого просторого будинку, що складався з передньої частини та флігеля вздовж вулиці Щепанської. Близько 1380 р. з'явилася кам'яна фігура св. Христофора, ймовірно, розташована на фасаді та стильово пов'язала будівлю з празьким мистецтвом Парлера. Першими відомими власниками будівлі були Спициміри в 14 столітті та Цірли в першій чверті 15 століття. У 1423 році будинок згадується як «великий», і з того часу до середини XVI століття він залишався в руках патриціанської родини Морштинів (тому його також називали Морштинським будинком). На межі XVI—XVII століть тут діяла одна з найстаріших аптек Кракова.
У 1644 році кам'яницю та сусідні будинки придбав надвірний маршалок Владислава IV Адам Казановський, який зробив їх резиденцією та планував перетворити на королівську резиденцію. Перебудова в стилі бароко була здійснена за проєктом Вавжинця Сенеша, який звів будівлю палацу в Г-подібному плані та прикрасив її клуатром і аркадною галереєю, що збереглися донині. З цього періоду також збереглися релікти старих готичних кам'яниць.
Під час навали шведів палац був серйозно спустошений. Після 1680 року власником резиденції став Ян Вавжинець Водзіцький. За його наказом у 1682—1684 роках була проведена ґрунтовна перебудова. Наприкінці XVII століття його перебудував італійський архітектор Якуб Солларі, а ліпнину та оздоблення виконав італійський скульптор Бальтазар Фонтана. Тоді були створені ліпнини (зображують, серед іншого, падіння Фаетона) в кабінеті з дзеркальним склепінням. У XVIII столітті це приміщення служило палацовою каплицею. Представницький характер будівлі підкреслював розкішний зал, колонада у внутрішньому дворі та великі кімнати на першому поверсі бельетаж). Після 1726 року були проведені подальші архітектурні роботи, пов'язані з реконструкцією будівлі. В результаті фасад палацу набув рис бароко. Вона також була облицьована каменем, а браму прикрашав бароковий портал. Змін зазнали й інтер'єри резиденції, які були прикрашені поліхромним декором, що зберігся до наших часів у деяких кімнатах першого та третього поверхів. Захоплення сучасників викликало також обладнання, що прикрашало палати палацу. Саме у «Кшиштофорів» меблі були орендовані на Вавелі у зв'язку з церемоніями коронації Августа II.
Палац досить часто змінював власників та орендарів. Окрім уже згаданих, це були Радзєйовські ; після зречення з престолу тут жив Ян Казимир, а пізніше Міхал Корибут Вишневецький. У 1775—1782 роках, після повернення з Калуги, в палаці проживав єпископ Каєтан Ігнацій Солтик. Коли в 1809 р. Краків звільнили польські війська на чолі з князем Юзефом Понятовським, будинок став штабом генерального штабу. Особливо часто власники палацу змінювалися в ХІХ столітті. У цей період на першому поверсі досить тривалий час містилася друкарня "Час ", а Антоній Гавелка також тримав там колоніальну крамницю та популярний у Кракові «сніданковий бізнес».
У якийсь момент над будівлею нависла дуже серйозна небезпека. У 1912 році палац став власністю будівельної фірми, яка вирішила знести старий будинок, щоб на його місці звести прибуткову кам'яницю. Краківська громадська думка рішуче протестувала проти цього проєкту на чолі з Товариством охорони польських пам'яток мистецтва та культури. Протест виявився вдалим і, на щастя, до знесення не дійшло. У 1916 році палац відновлено за проєктом Вацлава Кшижановського. Після початку Першої світової війни тут розміщувалися квартири добровольчих військових частин — польських легіонів. У 1918 році палац перейшов у власність Державної скарбниці. У 1919 році в будинку розмістилася Польська урядова комісія. Після ремонту в ньому розміщувалася дирекція громадських робіт.
З «Кшиштофорами» пов'язана також галерея Кшиштофорів, яка розташована у підвалах. На початку 30-х років XX ст. тут було створено «Групу краківську», асоціацію художників, яка діяла до 1937 року, а потім відновила свою діяльність у 1958 році. У 1961 році Тадеуш Кантор переніс свій театр «Крікот 2», заснований у 1955 році в Будинку художників, до підвалу палацу, а в 1980 році він переніс його до резиденції на вулиці Канонічій, 5 у Кракові.
З середини 1960-х рр. в будівлі розташований Історичний музей міста Кракова.

Щороку в Кшиштофорах відбувається післяконкурсна виставка краківських вертепів.

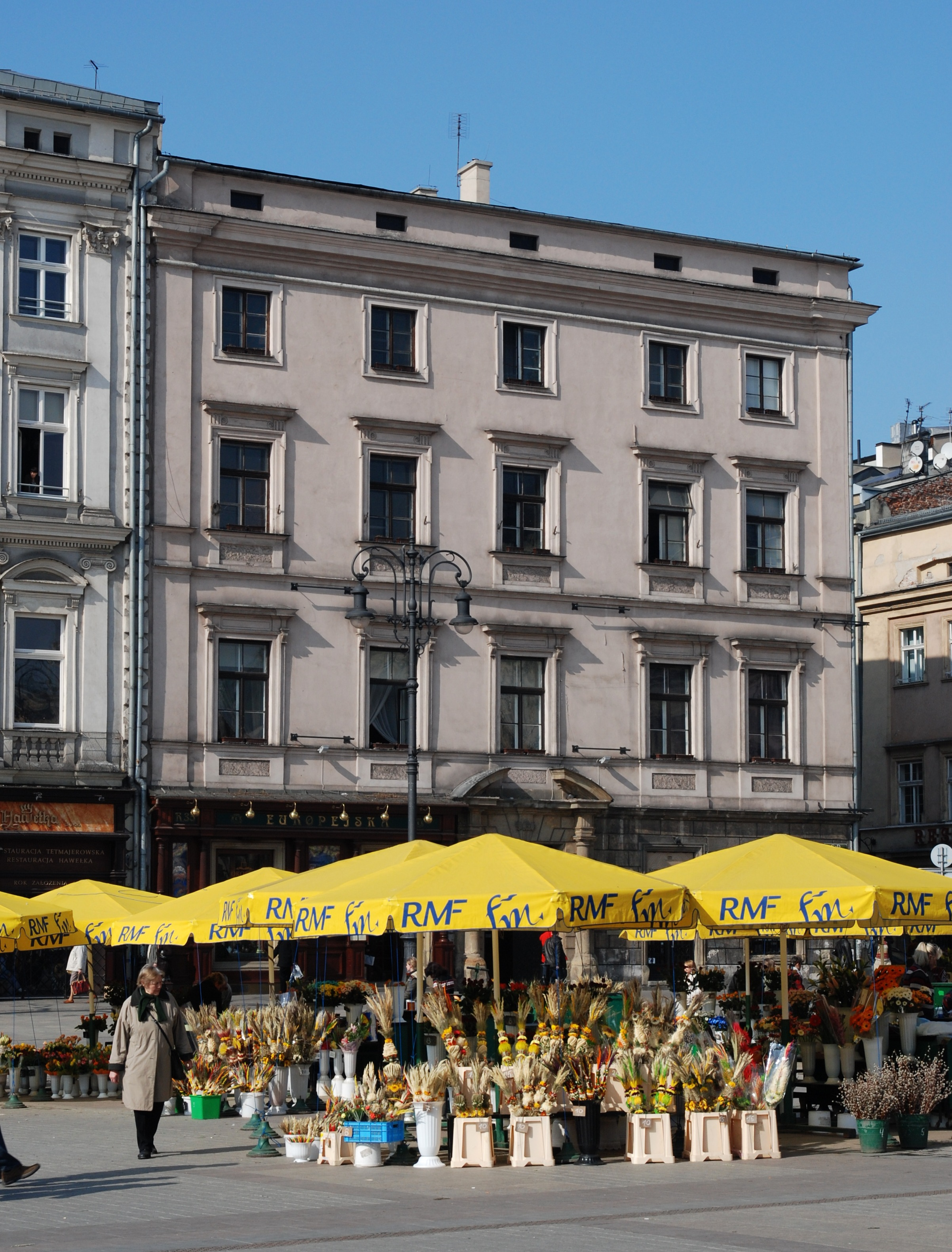
Палац "Під Кшиштофорами" (2008).
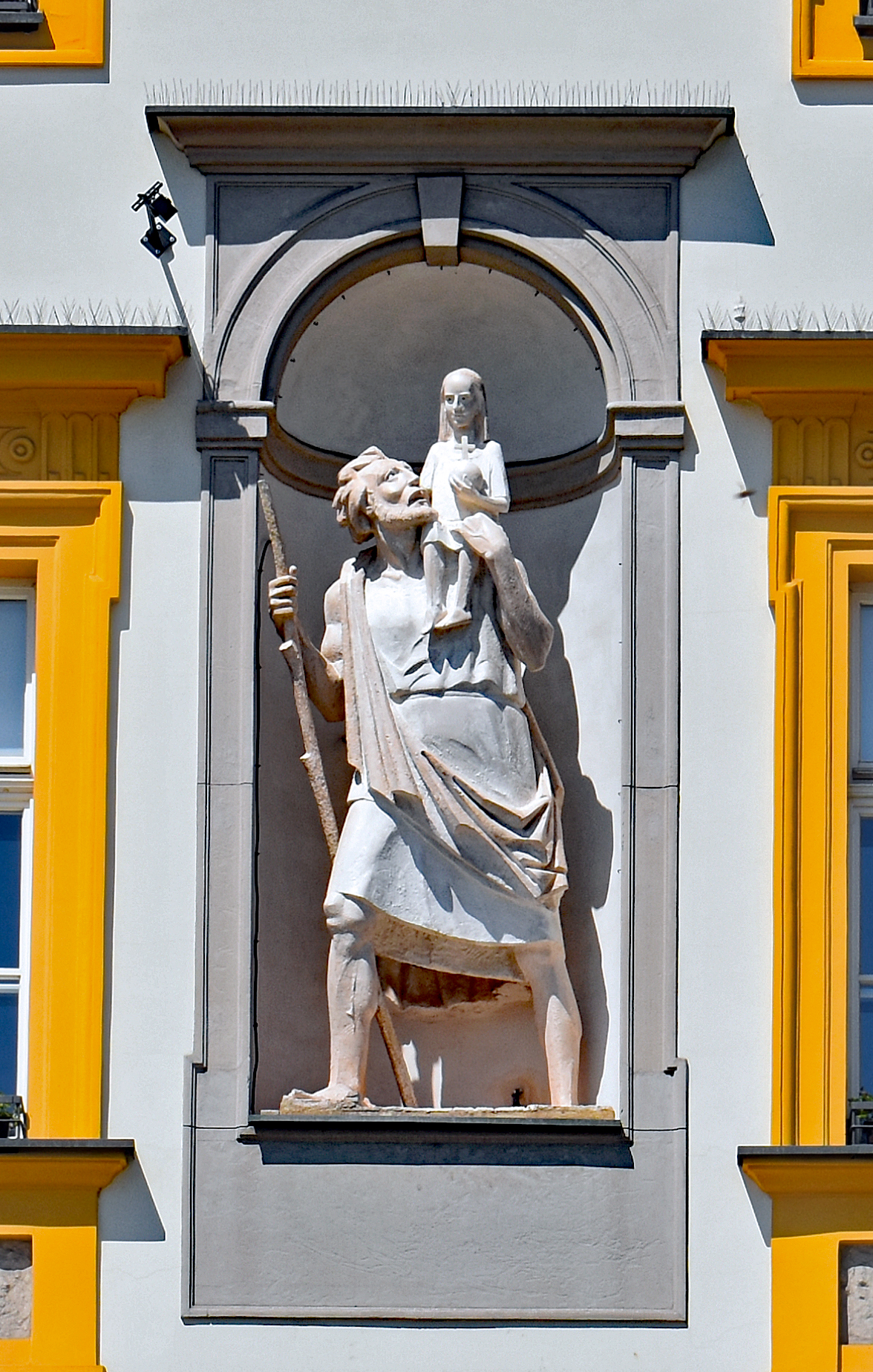
Нова скульптура св. Христофора. Розроблено проф. Олександром Сливою . Відкритий 23 липня 2021 року.
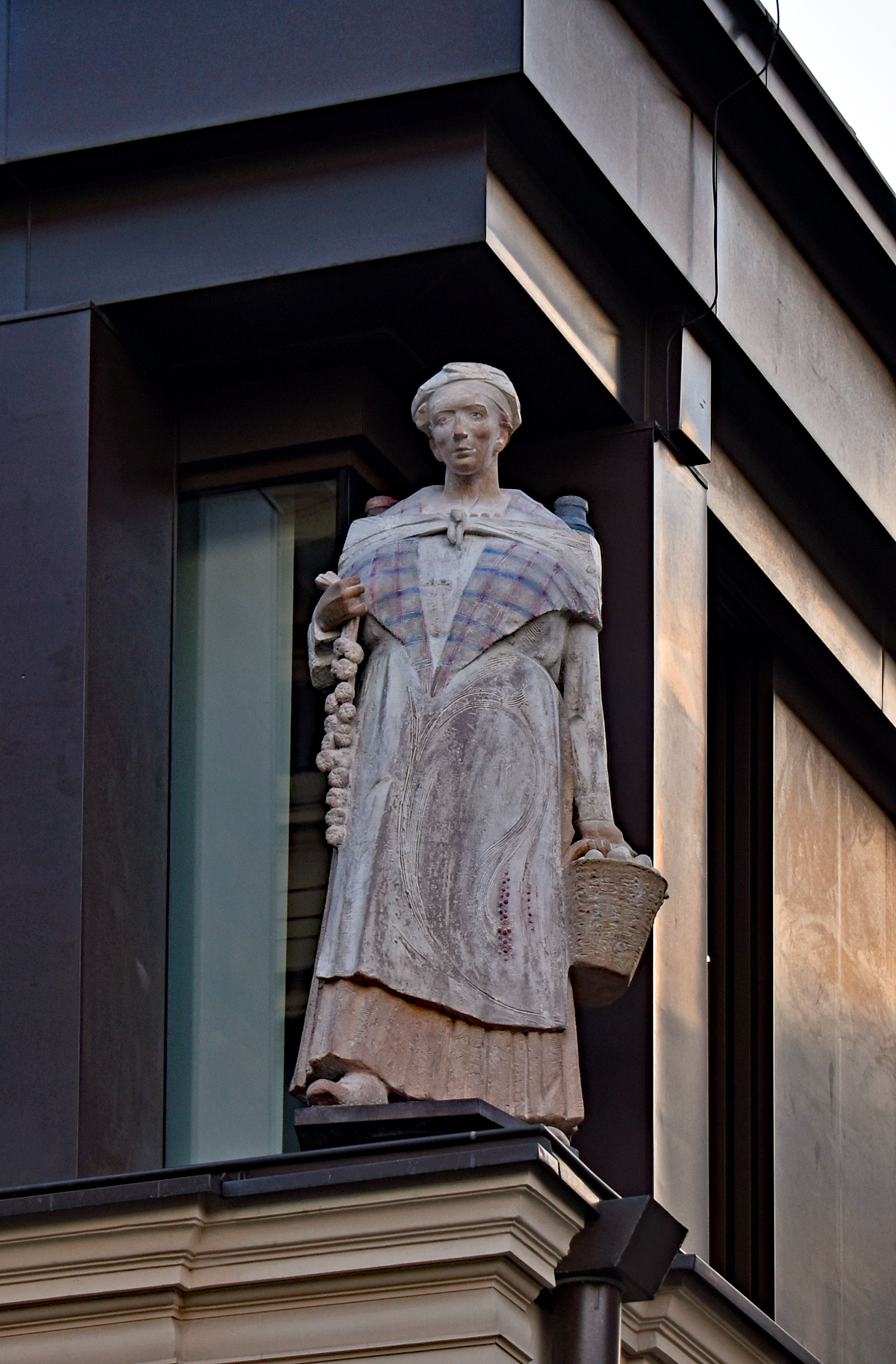
Пам'ятник краківській крамарці Медзянні. Розроблено проф. Олександром Сливою. Відкрито 17 грудня 2021 року. На фасаді від пл. Щепанської.

## Виноски
1. ↑  Реєстр пам'яток
2. 1 2 3 4 5 6  Waldemar Komorowski, KAMIENICE I PAŁACE RYNKU KRAKOWSKIEGO W ŚREDNIOWIECZU, Rocznik Krakowski, t. LXVJH, 2002, ISSN 0080-3499 ISBN 83-87345-82-2, s.64-66
3. 1 2 3 4 5  Marek Żukow-Karczewski, Pałace Krakowa. Pałac «Pod Krzysztofory», «Echo Krakowa» Magazyn Czas Przeszły i Przyszły, nr 198 (13007) 1989.
4. ↑  Siedziba władz galicyjskich. Nowości Illustrowane. Nr 7: 11. 22 lutego 1919. {{cite journal}}: |volume= має зайвий текст (довідка)